# Termos (Grècia)
Termos (en grec antic: Θέρμος Thermos) era un antic assentament i santuari d'Etòlia, capital del país i el lloc on es feien les reunions de la Lliga Etòlia. Era al bell mig de la regió, al nord del llac Tricònida i a tocar de la muntanya Penatòlion (Viena). Era considerat inexpugnable i com a tal era l'acròpoli de tota l'Etòlia i lloc de refugi quan calia. Una via la unia a Metapa, a la riba del llac Tricònida, passant per Pàmfia. L'assentament tenia un famós temple d'Apol·lo.
Tot i la seva fama d'inexpugnable fou conquerit per Filip V de Macedònia el 218 aC, que va sortir de Limnea a Tessàlia i va travessar el riu Aqueloos entre Estratos i Conope, i va seguir cap a Termos deixant a la dreta Estratos, Agrínion i Tèstia i a la dreta Conope, Lisimaquea, Tricònion i Fitèon. Va arribar a Metapa, a la riba del llac Triconis, des d'on va marxar contra Termos passant per Pàmfia. Filip va sorprendre l'assentament i el va ocupar i es va apoderar del tresors i d'armes i material bèl·lic, tot dipositat al santuari pels etolis confiats en la seva inexpugnabilitat. El rei macedoni s'ho va emportar gairebé tot i va incendiar part del santuari, destruint unes 2.000 estàtues (només va deixar sense destruir les estàtues dels déus). De tornada va seguir el mateix camí però des Metapa va passar per una ciutat anomenada Acre.
Dotze anys després els etolis eren aliats de Roma, i altre cop Filip V va sorprendre l'assentament i el va ocupar (206 aC) i va destruir el que restava després de la seva anterior conquesta.
Termos ja no torna a aparèixer a la història i probablement va quedar despoblat i va desaparèixer. Es conserven les restes d'una muralla i un edifici a l'interior molt deteriorat. El nom antic es conserva al poble grec contemporani proper de Termo.
Una ciutat macedònia va portar també el nom de Terme, i fou reanomenada més tard Tessalònica.